# Bruno de Querfurt
Pour les articles homonymes, voir Bruno et Saint Bruno.
Bruno de Querfurt, appelé aussi Brunon ou Boniface, né vers 974 à Querfurt et mort le 14 février ou 9 mars 1009 près de Suwalken en Prusse, est un religieux germanique, archevêque et un saint chrétien fêté localement le 19 juin, plus largement en Occident le 9 mars et en Orient le 15 octobre.

## Biographie
Issu d'une famille noble, il est le fils de Bruno l'Ancien (mort vers 1013), seigneur au château de Querfurt près de Halle en Saxe, et de son épouse Ida. Son père devient plus tard abbé du monastère Saint-Michel de Lunebourg ; le frère de Bruno, Gebhard (mort vers 1017), succède en tant que seigneur de Querfurt.
Il entre au monastère bénédictin de l'Aventin à Rome. Nommé évêque de sa ville natale Querfurt, il a l'occasion de rencontrer saint Romuald, durant un voyage en Italie où il accompagnait l'empereur Othon III. Cette rencontre sera déterminante et en adoptant la règle de vie de Romuald, il reçoit le nom de Boniface.
Plus tard, le pape Sylvestre II le nomme « archevêque des gentils », et l'envoie évangéliser la Ruthénie. C'est  à la frontière de la Rus' de Kiev et de la Lituanie que lui et ses 18 compagnons sont mis à mort sur l'ordre d'un chef païen,.
Considéré comme saint tant par l’Église catholique que l’Église orthodoxe, sa mémoire est célébrée le 9 mars par les catholiques, et le 15 octobre par les orthodoxes.